# Hermanitas de los Ancianos Desamparados
Las Hermanitas de los Ancianos Desamparados (en latín: Congregatio Parvarum Sororum Senium Derelictorum) es una Congregación religiosa católica femenina de derecho pontificio, fundada por el sacerdote español Saturnino López Novoa y la religiosa, también española, Teresa de Jesús Jornet e Ibars el 11 de octubre de 1872, en Barbastro. Las religiosas de este instituto posponen a sus nombres las siglas: H.A.D.

## Historia

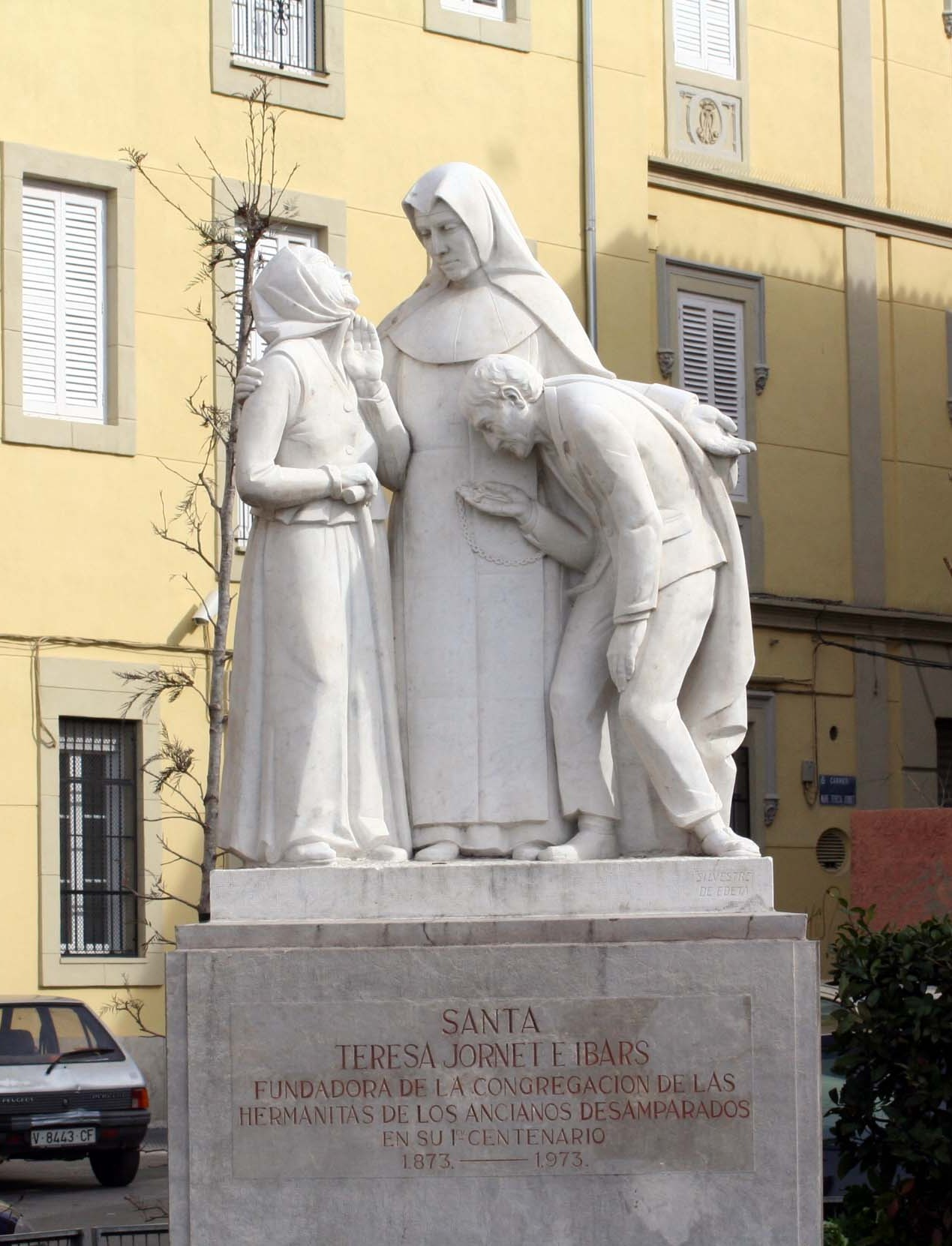
Monumento a la fundadora de la Congregación, Teresa de Jesús Jornet e Ibars, en Valencia (España).

El sacerdote español Saturnino López Novoa y la religiosa Teresa de Jesús Jornet e Ibars, fundaron en Barbastro, Provincia de Huesca (España), una congregación femenina con el fin de asistir a los ancianos que se encontraban solos, sea porque no tuvieran hijos o porque estos les habían dejado solos. Los fundadores colocaron al instituto el nombre de Hermanitas de los Ancianos Desamparados. Al año siguiente por diversas causas que no permitían a la nueva fundación mantener la casa de Barbastro, las religiosas se trasladaron a Valencia.
El 14 de junio de 1876, el instituto recibió el decreto pontificio de alabanza, por medio del cual pasaban a ser una congregación religiosa de derecho pontificio. El 24 de agosto de 1887 recibieron la aprobación definitiva de parte del papa León XIII. Diez años después recibieron la aprobación de sus constituciones.
El 21 de febrero de 1968, con la aprobación de la Sagrada Congregación para los Religiosos y los Institutos Seculares, a las Hermanitas de los Ancianos Desamparados se unieron las Agustinas Recoletas Hijas de San Joaquín, las cuales habían sido fundadas en Madrid, en 1930, por Ignacia López de Alcázar. De esa manera se sumaron dos casas y una cinco religiosas a la congregación.

## Actividades y presencias
Las Hermanitas de los Ancianos Desamparados se dedican a la pastoral sanitaria y a la asistencia de los ancianos, especialmente enfermos y desvalidos.
En 2011, la Congregación contaba con unas 2382 religiosas y unas 206 casas, presentes en Alemania, Argentina, Bolivia, Brasil, Chile, Colombia, Cuba, Ecuador, El Salvador, España, Filipinas, Guatemala, Italia, México, Mozambique, Perú, Portugal, Puerto Rico, República Dominicana y Venezuela. La casa general se encuentra en Valencia y su actual superiora general es la religiosa española Purificación Castro Negro.

## Personajes ilustres
- Teresa de Jesús Jornet e Ibars (1843-1897), santa, religiosa española y fundadora de la Congregación de las Hermanitas de los Ancianos Desamparados. Fue beatificada por el papa Pío XII el 27 de abril de 1958 y canonizada por Pablo VI el 27 de enero de 1974.[6]
- Josefa de San Juan de Dios (1854-1936), beata, religiosa española y mártir durante la Guerra Civil de España del siglo XX. Fue beatificada por el papa Juan Pablo II, el 11 de marzo de 2001.[7]
- Dolores de Santa Eulalia (1857-1936), beata, religiosa española y mártir de la misma guerra. Igualmente beatificada en 2001 por el Juan Pablo II.[7]
- Nazaria Ignacia March Mesa (1889-1943), beata, religiosa española, fue hermanita de 1908 a 1925. Salió de la congregación para fundar otra en Oruro, Bolivia, las Misioneras Cruzadas de la Iglesia. Fue beatificada por el papa Juan Pablo II, el 27 de septiembre de 1992.[8] Elevada a Santa por el papa Francisco en octubre de 2018.
- Saturnino López Novoa (1830-1905), venerable, presbítero español de la diócesis de Valencia y fundador de las Hermanitas. El papa Francisco le declaró venerable por medio del decreto Virtudes Heroicas del 9 de julio de 2014.[9]